# Slender: The Arrival
Slender: The Arrival (zapisováno též jako Slender – The Arrival nebo Slender The Arrival) je survival hororová videohra hraná v první osobě z roku 2013 vyvinutá studii Blue Isle Studios a Parsec Productions. Je pokračováním videohry Slender: The Eight Pages z roku 2012, za kterou stojí Parsec Productions. Videohra obsahuje 9 levelů (původně pouze 5). Jejím principem je v zásadě unikat dvou a půl metrovému monstru v obleku a bez obličeje zvanému Slender Man, případně jeho pomocníkům, a dosáhnout bezpečného cíle a získat informace.
Slender: The Arrival byl vydán 26. března 2013 na Microsoft Windows a OS X. V březnu roku 2014 byl vydán na platformách Xbox 360 a PlayStation 3 a o rok později téhož měsíce na PlayStation 4 a Xbox One. V říjnu 2015 byla hra vydána na Wii U a v červnu 2019 na Nintendo Switch.